# Chiesa dei Santi Angeli Custodi (Torino)
La chiesa dei Santi Angeli Custodi è una chiesa cattolica situata nel Centro storico della Città di Torino.

## Storia e descrizione
L'edificio fu costruito per volere dell'arcivescovo di Torino Lorenzo Gastaldi nell'area che un tempo ospitava l'antica piazza d'Armi. La prima pietra fu posata nel 1885 e i lavori furono ultimati tre anni più tardi seguendo il progetto dell'architetto Giuseppe Tonta, che fu coadiuvato dall'ingegnere Giovanni Battista Cravesana, primo parroco della chiesa.
L'edificio, dallo stile eclettico ottocentesco, possiede una pianta a croce latina con tre navate divise da colonne ioniche che sorreggono archivolti a tutto sesto. Sulla navata centrale vi è una volta cilindrica e in quelle laterali una a crociera, mentre in fondo al presbiterio vi è un'abside semicircolare sormontata da una volta emisferica. Gli affreschi furono eseguiti da Enrico Reffo, mentre tra gli autori degli altari laterali, dedicati a san Giuseppe e Teresa e a Maria patrona degli agonizzanti, figurano i nomi di Luigi Morgari e Giuseppe Sabbione. Il pulpito è invece decorato da angeli in bronzo, opera di Cesare Zocchi, mentre la Casa Raffi di Parigi realizzò la via crucis in carton-pierre e l'angelo custode vicino all'altare maggiore.
La facciata, sempre in stile eclettico, possiede un portone sormontato da tre archi sorretti da colonne ioniche e un rosone rotondo, con un campanile ornato da monofore e trifore sul lato destro.